# Schwarzenbach am Wald
Schwarzenbach am Wald é uma cidade da Alemanha, localizado no distrito de Hof, no estado de Baviera.